# Beatrice Hastings
Pour les articles homonymes, voir Hastings et Haigh.
Beatrice Hastings, née Emily Alice Haigh le 27 janvier 1879 à Hackney à Londres, et morte le 30 octobre 1943 à Worthing (Angleterre), est une poétesse britannique, journaliste et critique d’art.

## Biographie
Beatrice Hastings, fille de William Haigh, un grand propriétaire terrien, passe sa jeunesse en Afrique du Sud. En 1896, elle fréquente pendant trois ans le Queen's College à Oxford pour étudier la littérature.
Par la suite, elle se fait connaître pour ses nombreuses nouvelles et, avec son amie et amante Katherine Mansfield, caractérisa au début du XXe siècle une nouvelle forme de l’essay writing. Avec Alfred Richard Orage, rédacteur en chef du journal anglais The New Age (en), elle eut une liaison longue de plusieurs années. Un autre de ses amants fut Wyndham Lewis.
Avant que n’éclate la Première Guerre mondiale, elle s’installe en France, où elle donne, comme chroniqueuse du New Age, des nouvelles de la vie de société à Paris. Grâce à son ami l’artiste Max Jacob, elle est admise dans la bohème parisienne et vit dans le quartier des artistes à Montparnasse. Elle achète en 1915 une petite maison au No 13 de la rue Norvins à Paris. En juin 1914, elle fait la connaissance du peintre et sculpteur italien Amedeo Modigliani, avec lequel elle vit, pendant plus de deux ans, une relation amoureuse. Elle pose pour lui de nombreuses fois et quatorze portraits, dont deux peints en 1915, le Portrait de Beatrice Hastings devant une porte dans une collection privée à New York, et le Portrait de Beatrice Hastings au musée des beaux-arts à Toronto, ainsi que des nus, sont conservés au début du XXIe siècle. La sculpture en marbre de Carrare intitulée Tête de femme la représenterait également.
Au cours de leur relation turbulente, la vie de Modigliani tombe de plus en plus dans les excès. Sa consommation d’alcool et d’opium, qu’il partage avec ses amis Maurice Utrillo et Chaïm Soutine est fréquemment évoquée par la presse. En 1916, elle le quitte pour le sculpteur Alfred Pina, et Modigliani tombe amoureux de la jeune étudiante en arts Jeanne Hébuterne. Peu de temps après, Beatrice Hastings entame une relation orageuse avec Raymond Radiguet.
Le 30 octobre 1943, Beatrice Hastings se suicide après que les médecins lui ont diagnostiqué un cancer. Elle est enterrée dans le cimetière de Worthing (Sussex de l'Ouest).

## Galerie

Portraits peints par Amedeo Modigliani
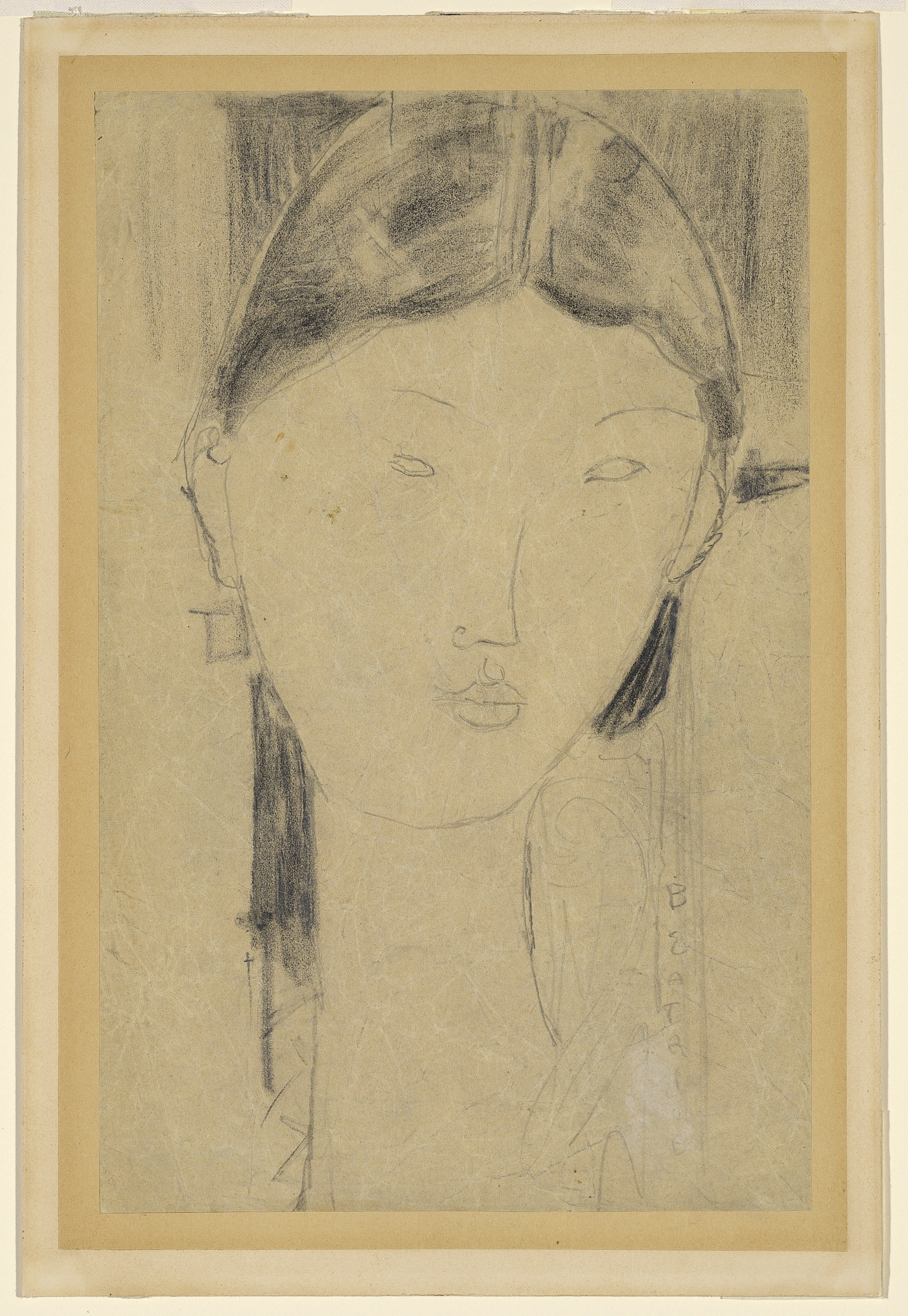
Beatrice Hastings, graphite et crayon Conté sur papier, 1914-1916, Guggenheim de New York.
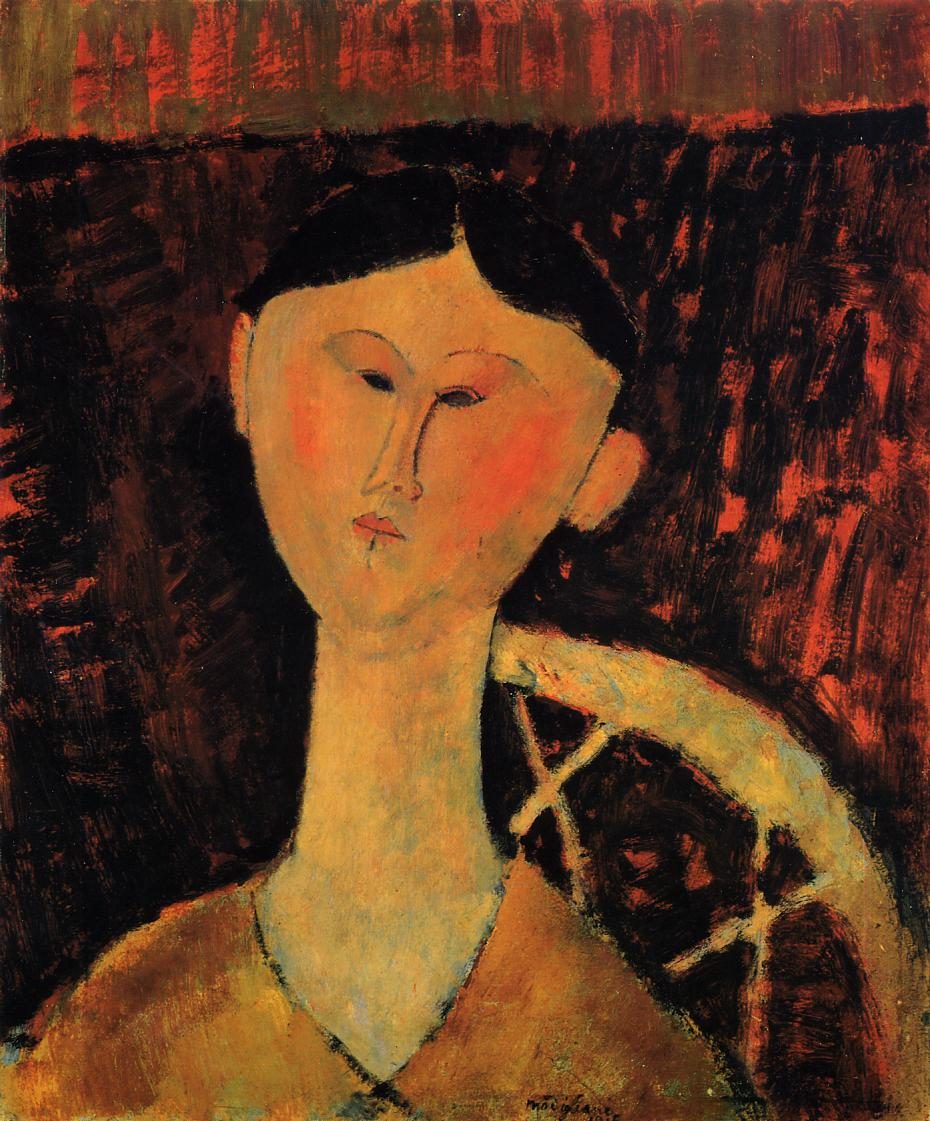
Portrait de Beatrice Hastings, 1916.
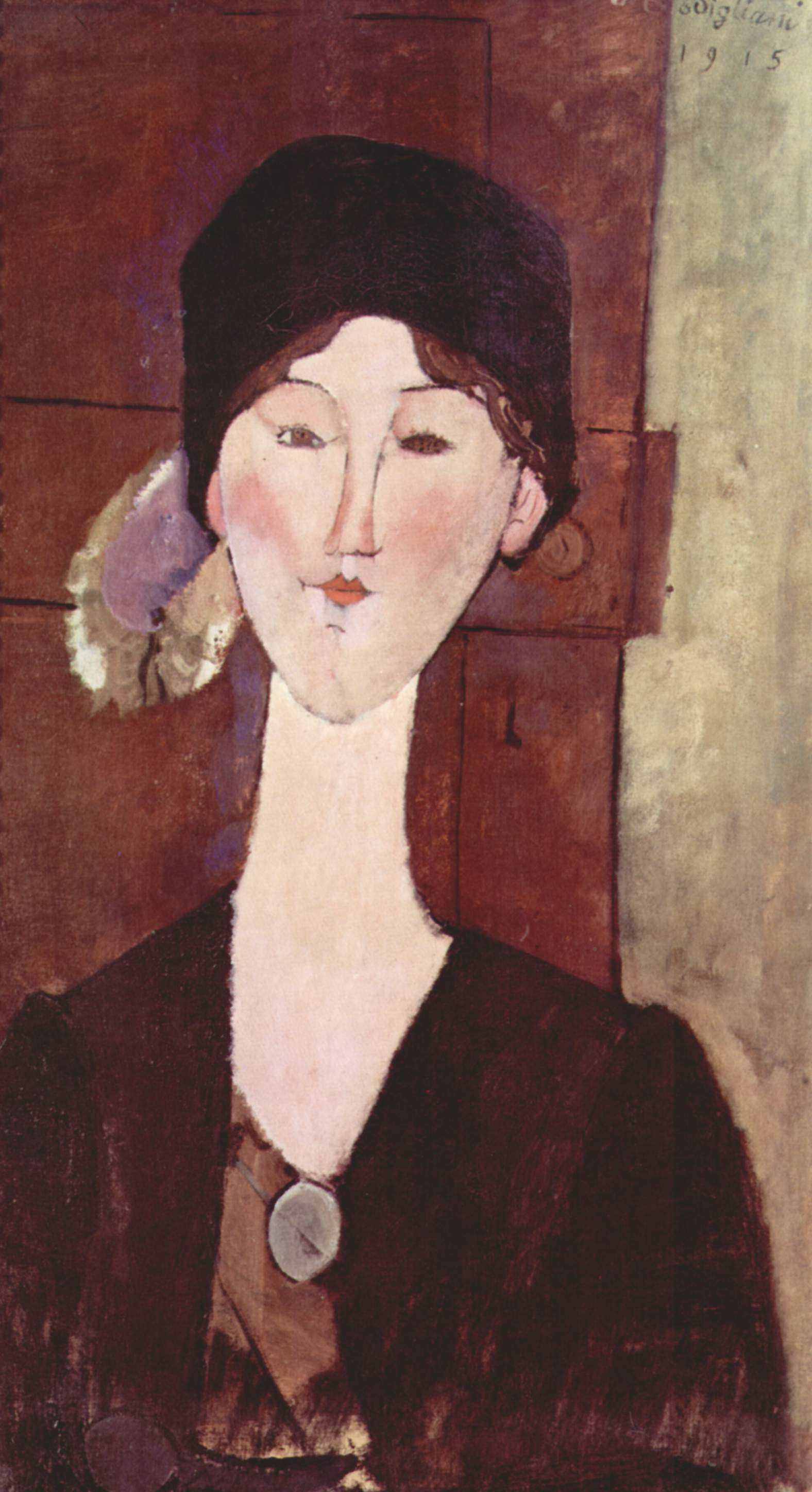
Portrait de Beatrice Hastings devant une porte, 1915.
Portrait de Beatrice Hastings, 1916.
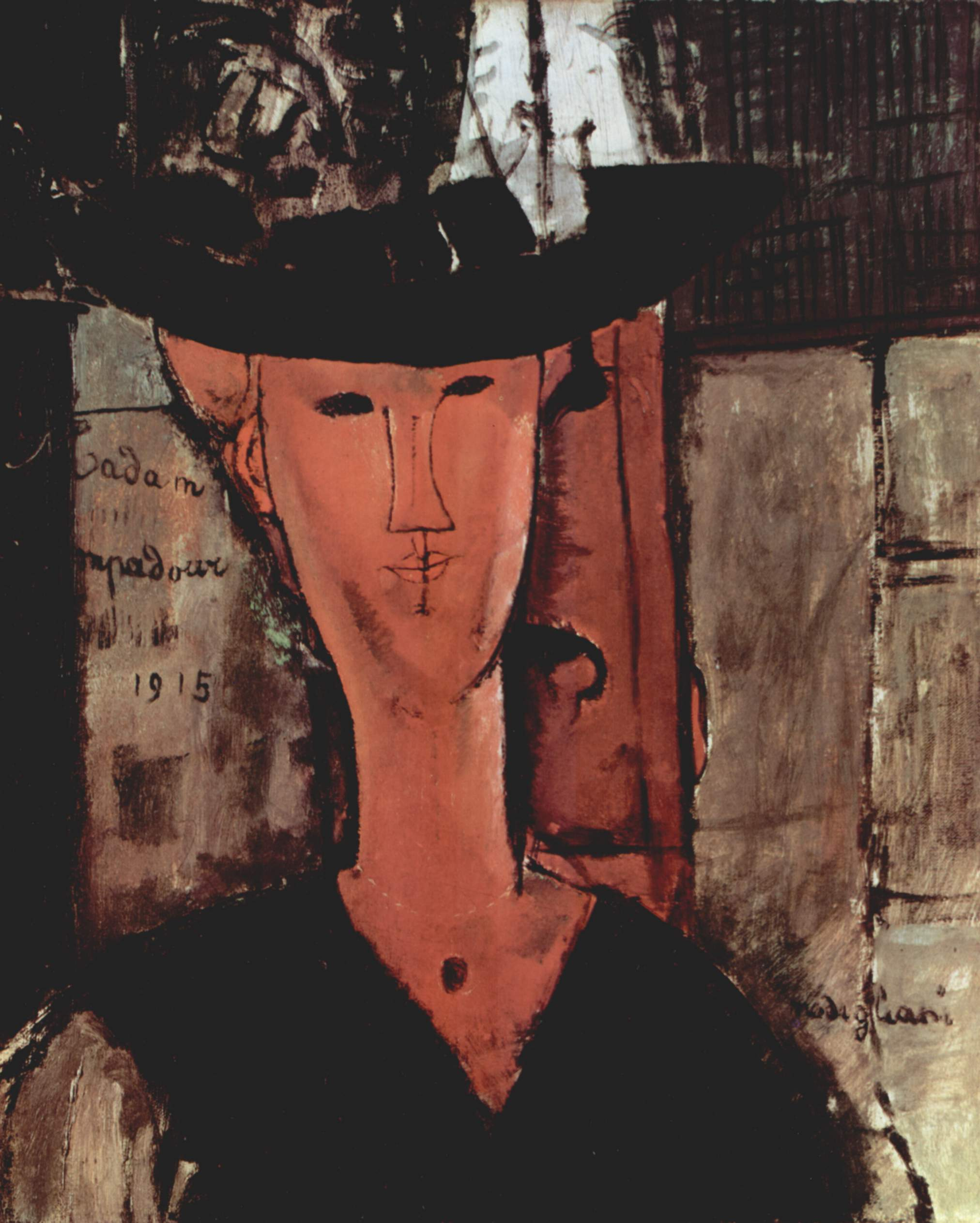
Madame Pompadour, 1915.
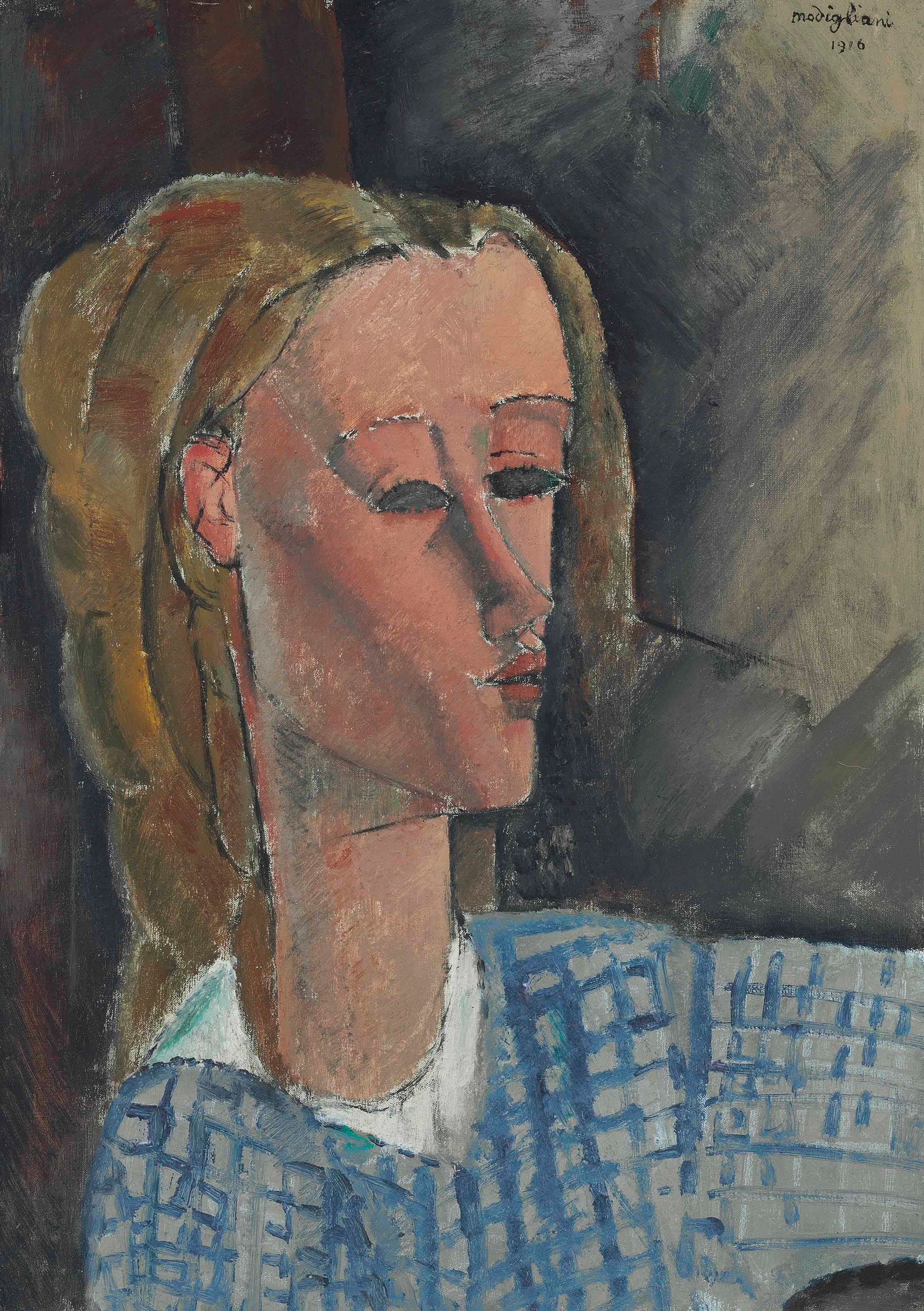
Portrait de Beatrice Hastings, 1916.
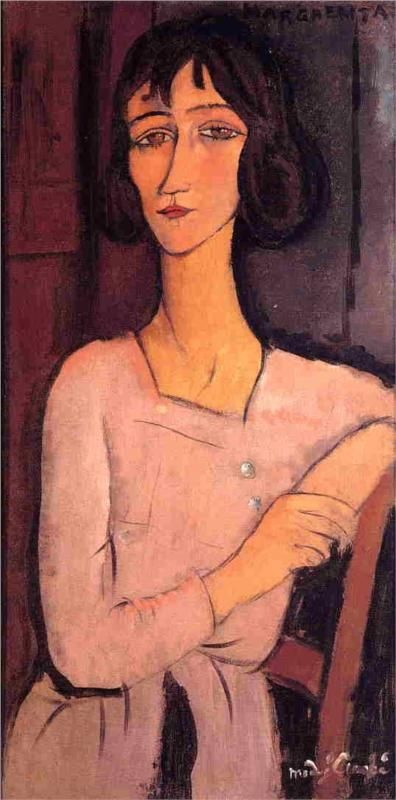
Portrait de Beatrice Hastings, ca. 1916.